# My Father, ce héros
Pour plus de détails, voir Fiche technique et Distribution.
My Father, ce héros (My Father the Hero) est un film franco-américain de Steve Miner sorti en 1994, avec Gérard Depardieu et Katherine Heigl. Il s'agit d'une reprise de Mon père, ce héros de Gérard Lauzier sorti en 1991 avec Gérard Depardieu et Marie Gillain.

## Synopsis
Nicole, 14 ans, part en vacances avec son père. Elle tombe sous le charme d'un jeune garçon de 17 ans, Ben, que son père trouve bien trop vieux pour elle. Lassée d'être traitée comme une enfant lorsqu'elle est aux côtés de son père, Nicole invente toute une histoire afin de pimenter son voyage : son père serait en réalité son amant, qui l'aurait sauvée d'une vie de débauche quelques années auparavant - ce qui donnera lieu à des situations cocasses, le père de Nicole n'étant pas au courant de la réputation que sa fille est en train de lui faire.

## Fiche technique
- Titre français : My Father, ce héros
- Titre original : My Father the Hero
- Réalisation : Steve Miner
- Scénario : Francis Veber, Charlie Peters, Gérard Lauzier (scénario original)
- Musique : David Newman
- Photographie : Daryn Okada
- Montage : Marshall Harvey
- Production : Jacques Bar & Jean-Louis Livi
- Sociétés de production : Touchstone Pictures, Cité Films, DD Productions & Film Par Film
- Société de distribution : Buena Vista Pictures
- Pays :  France,  États-Unis
- Langue : anglais, français
- Format : couleur - Dolby - Dolby SR - 35 mm - 1.85:1
- Genre : comédie
- Durée : 90 min
- Date de sortie :
  - États-Unis : 4 février 1994
  - France : 22 juin 1994

## Distribution
- Gérard Depardieu (VF : lui-même) : Andre
- Katherine Heigl (VF : Aurélia Dausse) : Nicole
- Dalton James (VF : Emmanuel Curtil) : Ben
- Lauren Hutton (VF : Béatrice Delfe) : Megan
- Faith Prince : Diana
- Stephen Tobolowsky (VF : Jacques Bouanich) : Mike
- Ann Hearn : Stella
- Robyn Peterson : Doris
- Frank Renzulli : Fred
- Manny Jacobs (VF : Gilles Laurent) : Raymond
- Jeffrey Chea : Pablo
- Stephen Burrows : Hakim
- Michael Robinson : Tom
- Robert Miner : M. Porter
- Betty Miner : Mme Porter
- Roberto Escobar : Alberto
- Emma Thompson (VF : Juliette Degenne) : Isabel (non créditée)

 Source et légende : version française (VF) sur RS Doublage et selon le carton du doublage français télévisuel.